# Minasgeraislövtyrann
Minasgeraislövtyrann (Phylloscartes roquettei) är en fågel i familjen tyranner inom ordningen tättingar

## Utseende och läten
Minasgeraislövtyrannen är en liten (11,5 cm) tyrann med slank och relativt lång stjärt som den ofta reser. Den är gulockra på pannan och tygeln, ljusgul under med gulare strupe. På vingarna syns svaga gulaktiga vingband. Sången beskrivs som ett kvittrigt "pr'r'r'r' it tit-tit-tit" och lätet ett vasst "peep".

## Utbredning och status
Fågeln är känd genom ett fynd 1926 i östra Brasilien (norra Minas Gerais). IUCN kategoriserar arten som starkt hotad.